# No negociable
No negociable è un film messicano del 2024 diretto da Juan Taratuto.

## Trama
Il negoziatore di ostaggi Alan Bender è incaricato di salvare il Presidente Araiza da un rapimento, scoprendo poi di dover fare da mediatore per salvare anche sua moglie e il proprio matrimonio.

## Distribuzione
Il film è stato distribuito sulla piattaforma Netflix dal 26 luglio 2024.